# Арабеска (фильм)
«Арабеска» (англ. Arabesque) — американский художественный фильм, триллер режиссёра Стэнли Донена, вышедший на экраны в 1966 году. Экранизация романа Гордона Котлера «Шифр» (англ. The Cypher).
Лента получила премию BAFTA за лучшую работу операторскую работу в цветном фильме (Кристофер Чаллис), а также две номинации в категориях «Лучший дизайн костюмов в цветном фильме» (Кристиан Диор) и лучший монтаж (Фредерик Уилсон). Исполнительница главной роли Софи Лорен получила премию «Бэмби», а композитор Генри Манчини номинировался на премию «Грэмми» за лучшую оригинальную музыку для кино или телевидения.

## Сюжет
Американский профессор университета, исследователь древних египетских иероглифов Дэвид Поллок (Грегори Пек) оказывается втянутым в паутину международных интриг. Всем необходимо знать, что зашифровано в египетском тексте, поэтому происходит преследование профессора. Неожиданно появляется помощь в лице прекрасной Ясмин Азир (Софи Лорен). И действительно ли в этом мире лжи можно на кого-то рассчитывать?

## В ролях
- Грегори Пек — проф. Дэвид Поллок
- Софи Лорен — Ясмин Азир
- Алан Бадел — Неджим Бешрави
- Кирон Мур — Юсеф Касим
- Карл Дюринг — премьер-министр Хасан Йена
- Джон Меривейл — майор Сильвестр Пеннингтон Слоун
- Дункан Ламонт — Кайл Вебстер
- Джордж Кулурис — Рагиб
- Эрнест Кларк — Бошам
- Гарольд Каскет — Мухаммед Луфти